# 영은사 사명당대선사진영
영은사 사명당대선사진영(靈隱寺 四溟堂大禪師眞影)은 대한민국 강원특별자치도 평창군 진부면, 월정사성보박물관에 있는 조선시대의 초상화이다. 2001년 12월 29일 강원특별자치도의 유형문화재 제141호로 지정되었다.

## 개요
조선 중기의 고승이자 의병장인 사명당의 진영으로 의자에 앉아있는 전신교의 좌안칠분면상의 그림인데, 화기(畵記)가 없어 제작시기와 작자를 정확히 알 수 없으나 범일국사의 진영과 같은 시기(1788년)에 같은 작자(信謙)에 의해 그려진 것으로 추정되는 작품이며, 그림의 보존상태가 훼손이 없이 깨끗하고 조선후기의 진영의 전형적인 양식을 잘 보여주는 작품이다.

## 같이 보기
- 유정 (승려)
- 영은사범일국사진영 (강원도 유형문화재 제140호)

## 참고 자료
- 영은사사명당대선사진영 - 국가유산청 국가유산포털